# يو إف سي 319
يو إف سي 319: دو بليسي ضد شيماييف (بالإنجليزية: UFC 319: du Plessis vs. Chimaev) هو حدث لفنون القتال المختلطة نظّمته يو إف سي، وأُقيم في 16 أغسطس 2025، على يونايتد سنتر في شيكاغو، إلينوي، الولايات المتحدة.

## الخلفية
ستكون هذه الزيارة الثامنة للمنظمة إلى شيكاغو والأولى منذ حدث يو إف سي 238 في يونيو 2019.
من المقرر أن يتصدر الحدث نزال على لقب بطولة يو إف سي للوزن المتوسط بين البطل الحالي (وهو أيضًا بطل مواجهة الفنون القتالية للوزن المتوسط السابق) دريكوس دو بليسي والمنافس غير المهزوم حمزة شيماييف الحدث. كان من المتوقع أن يكون نصر الدين إيمافوف بديلاً احتياطيًا ومحتملًا لهذا النزال، لكنه أعلن بعد شهر أنه لن يكون كذلك بعد الآن لأنه كان يسعى لخوض نزال ضد كايو بورالهو. بدوره، أعلن بورالهو أنه سيكون البديل الجديد للحدث الرئيسي. لا يزال من المقرر أن يكون هو وإيمافوف متصدري الحدث الرئيسي لحدث يو إف سي ليلة القتال: إيمافوف ضد بورالهو بعد ثلاثة أسابيع.
من المقرر إقامة نزال في وزن الوسط بين جيف نيل وكارلوس براتيس في هذا الحدث. كان من المقرر في الأصل أن يلتقيا في حدث يو إف سي 314 في أبريل، لكن نيل اضطر إلى الانسحاب من القتال بسبب الإصابة.
كان من المقرر إقامة نزال في وزن الذبابة للسيدات بين كارين سيلفا وجيه جيه ألدريتش في هذا الحدث. ومع ذلك، انسحبت ألدريتش من القتال لأسباب غير معلنة وتم استبدالها بديون باربوسا.
ومن المتوقع أن تُقام نهائيات وزن الذبابة ووزن الوسط من المقاتل النهائي: فريق كورميي ضد فريق سونين في هذا الحدث. وكان من المقرر أن يُقام نزال نهائي بطولة المقاتل النهائي 33 لوزن الوسط بين رودريجو سيزيناندو ودانييل دونتشينكو في هذا الحدث ولكن تم نقلها إلى حدث يو إف سي ليلة القتال: لوبيز ضد سيلفا بعد شهر واحد بسبب إصابة تعرض لها سيزيناندو.
كان من المتوقع أن يلتقي كينغ غرين وكارلوس دييغو فيريرا في نزال بالوزن الخفيف في البطاقة التمهيدية. ومع ذلك، تعرض غرين لإصابة غير معلنة خلال أسبوع القتال وتم إلغاء النزال.
خلال عملية قص الوزن، وصل وزن بريان باتل، بطل عودة المقاتل النهائي: فريق فولكانوفسكي ضد فريق أورتيغا، إلى وزن 190 رطلاً، أي ما يزيد بمقدار أربعة أرطال عن الحد الأقصى المسموح به في الوزن المتوسط. كان من المقرر أن يُقام نزاله مع نورسلطون روزيبويف في وزن خاص، ولكن بعد ذلك بوقت قصير، أُعلن عن إلغاء النزال.

## النتائج
1. ↑  على لقب بطولة يو إف سي للوزن المتوسط.
2. ↑  نهائي بطولة المقاتل النهائي 33 لوزن الذبابة.

## الجوائز الإضافية
حصل المقاتلون التاليون على مكافآت بقيمة 50 ألف دولار.
- قتال الليلة: لم تُمنح.
- أداء الليلة: حمزة شيماييف، ليرون ميرفي، كارلوس براتيس وتيم إليوت